# Sint-Truiden Air Base
Sint-Truiden (franska: Saint-Trond) är en flygplats i Belgien. Den ligger i den centrala delen av landet, 60 km öster om huvudstaden Bryssel. Sint-Truiden ligger 74 meter över havet.
Terrängen runt Sint-Truiden är platt, och sluttar norrut. Runt Sint-Truiden är det ganska tätbefolkat, med 230 invånare per kvadratkilometer.. Närmaste större samhälle är Sint-Truiden, 3,0 km norr om Sint-Truiden. 
Trakten runt Sint-Truiden består till största delen av jordbruksmark.